# Альберт
Áльбе́рт —

## Відомі носії

### Монархи
- Альберт I (1875–1934) — король Бельгії.
- Альберт II (1934) — король Бельгії.
- Альберт Саксен-Кобург-Готський (1819–1861) — принц-консорт Великої Британії, чоловік королеви Вікторії.

### Інші
- Альберт — антипапа, вибраний у 1101 році.
- Альберт фон Буксгофден (бл. 1160–1229) — бременський канонік, єпископ Ліфляндії з 1199 року; засновник Риги.
- Альберт Бандура (1925) — канадський психолог українського походження.
- Альберт Великий (бл.1193–1280) — німецький філософ, теолог і природознавець.
- Альберт Ейнштейн (1879–1955) — один з найвизначніших фізиків XX століття.
- Альберт Март (1828–1897) — німецький астроном, який працював в Англії та Ірландії.
- Альберт Фінні (1932) — англійський театральний та кіноактор.